# Montezuma (Iowa)
Montezuma è una città degli Stati Uniti d'America, situata nello Stato dell'Iowa, nella contea di Poweshiek, della quale è il capoluogo.